# Tiddi

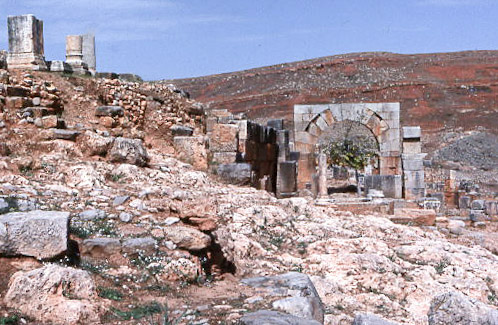
Ruiny starożytnego miasta Tiddis

Tiddi (łac. Diocesis Tidditanus) – stolica historycznej diecezji we Cesarstwie rzymskim w prowincji Numidia zlikwidowana w VII w. podczas ekspansji islamskiej, współcześnie w północnej Algierii. Obecnie katolickie biskupstwo tytularne. 

## Biskupi tytularni
| Lp. | Biskup                    | Funkcja                               | Od               | Do               |
| --- | ------------------------- | ------------------------------------- | ---------------- | ---------------- |
| 1   | Mečislovas Reinys         | biskup pomocniczy wileński            | 2 kwietnia 1926  | 18 lipca 1940    |
| 2   | Joseph Brendan Whelan     | wikariusz apostolski Owerri (Nigeria) | 12 lutego 1948   | 18 kwietnia 1950 |
| 3   | Cesar Francesco Benedetti | wikariusz apostolski Cuevo (Boliwia)  | 8 lutego 1951    | 4 kwietnia 1983  |
| 4   | Eugenio Sbarbaro          | nuncjusz apostolski                   | 14 września 1985 |                  |